# Fjederholt å
Fjederholt å är ett vattendrag på Jylland i Danmark. Ån rinner upp i Ikast-Brande kommun och mynnar i Rind å i Hernings kommun strax söder om stadsdelen Lind i Herning.